# Municipio de Coyame del Sotol
El Municipio de Coyame del Sotol es uno de los 67 municipios en los que se divide el estado mexicano de Chihuahua, localizado en el desierto al este del territorio estatal, su cabecera es el pueblo de Santiago de Coyame.

## Geografía
Geográficamente se encuentra en la zona este del estado, en la región del desierto. El clima es desértico árido extremo; se registran temperaturas extremas de 43 °C y -13 °C. El territorio del municipio está atravesado de oeste a este por el Río Conchos, el principal del estado de Chihuahua que en su territorio está embalsado en la Presa Luis L. León, lo que permite que se desarrolle una agricultura de riego en algunas zonas del municipio.
Debido al clima desértico, en este municipio abunda de forma natural el dasylirion, el cual se destila y produce una bebida alcohólica de alta graduación que recibe el nombre de Sotol, esta bebida ha sido registrada como una denominación de origen por ser típico del estado de Chihuahua, y en honor al cual el municipio ha sido renombrado como Coyame del Sotol a partir de 2000.

## Historia
En el territorio del municipio de Coyame ocurrieron dos hechos de trascendencia histórica para el estado de Chihuahua y para México, el primero de los cuales ocurrió en 1880, cuando el coronel Joaquín Terrazas al mando de un cuerpo expedicionario, derrotó en el punto conocido como "Tres Castillos" a las fuerzas apaches que comandaba el indio Victorio, terminando así con los frecuentes ataques de este grupo indígena a las poblaciones del estado. El segundo fue el primer levantamiento a favor del Plan de San Luis y en contra del gobierno de Porfirio Díaz, que ocurrió el 14 de noviembre de 1910 (es decir, seis días antes de la fecha de insurrección prevista por el plan, que era el día 20 de noviembre) en la población de Cuchillo Parado de Toribio Ortega Ramírez, dando así comienzo a la Revolución mexicana.

## Demografía
Según el Censoo de Población y Vivienda de 2020 realizado por el Instituto Nacional de Estadística y Geografía, la población del municipio de Coyame del Sotol es 1 230 habitantes, de los cuales 51.5% son hombres y 48.5% son mujeres.

### Localidades
En el censo de 2020 el municipio de Coyame del Sotol contaba con 46 localidades.
| Código INEGI      | Localidad          | Población (2020) |
| ----------------- | ------------------ | ---------------- |
| 080150001         | Santiago de Coyame | 682              |
| Otras localidades | Otras localidades  | 548              |
| Total municipal   | Total municipal    | 1 230            |

## Política

### División administrativa
El municipio de Coyame tiene como división 2 secciones municipales; Cuchillo Parado y El Carrizo.

### Representación legislativa
Para efectos de la división geográfica en distrito electorales locales y federales para la elección de diputados de mayoría, el municipio de Coyame se divide de la siguiente forma:
Local:
- Distrito electoral local 11 de Chihuahua con cabecera en Meoqui.

Federal:
- Distrito electoral federal 5 de Chihuahua con cabecera en Delicias.[8]

### Presidentes municipales
- 1910 - 1913: Marcial Ortega Ramiez
- 1989 - 1992: Rodolfo Gallardo Astorga PRI
- 1992 - 1995: Ignacio Ortiz Vieyra PRI
- 1995 - 1998: Francisco Javier Baeza Nieto PRI
- 1998 - 2001: Armando Ramírez Navarrete
- 2001 - 2004: Ángel Hermosillo Salgado PAN
- 2007 - 2010: Octavio Garfio Olivas PRI
- 2010 - 2013: Isaac Cervantes Meléndez PAN
- 2013 - : Jaime Ramos Estrada, Presidente del Concejo Municipal[9]
- 2014 - 2016: Sergio Álvarez Nieto PRI
- 2016 - 2018: